# Mramornaja Stena
Die Mramornaja Stena (russisch Мраморная стена) ist ein Berg im Tian Shan an der Grenze zwischen Xinjiang (VR China) und Kasachstan.

## Lage
Die 6146 m hohe Mramornaja Stena (der Gipfel heißt auch Pik Plato) liegt in der Meridionalkette (Meridionalny chrebet). Er bildet den Verzweigungspunkt zur nach Westen führenden Sarydschaskette. Der Khan Tengri erhebt sich 11 km südwestlich.
An der Südwestflanke des Mramornaja Stena liegt das Nährgebiet des Nördlichen Engiltschek-Gletschers. An der Ostflanke liegt der Karagjul-Gletscher.
Auf verschiedenen Karten wird der bis zu 6261 m hohe Berggrat vom Pik Plato im Norden bis zum Pik 100 Jahre Russische Geographische Gesellschaft (6180 m) als Mramornaja Stena bezeichnet.

## Namensherkunft
Der Bergname kommt aus dem Russischen und bedeutet „Marmorwand“. Er leitet sich von den 400 m hohen Felswänden aus gelbem Marmor ab.

## Besteigungsgeschichte
Der Pik Plato (Mramornaja Stena) wurde im Jahr 1946 erstbestiegen.